# علي ربيعه
علي ربيعه ناشط سياسي يساري ومؤلف بحريني وحاليا زعيم حركة حق. قبل انضمامه إلى حركة حق كان ينتمي إلى جمعية العمل الوطني الديمقراطي. انتخب ربيعه في المجلس الوطني عام 1973 قبل أن يتم حله. لقد كان أحد نشطاء المعارضة الذين يدعون إلى استعادة الديمقراطية في البحرين. في أكتوبر 1998 ألقت حكومة البحرين القبض عليه جنبا إلى جنب مع زميله المعارض عيسى الجودر للتوقيع على عريضة تطالب بالإصلاح السياسي في البلاد.
كان أحد الموقعين في عام 2008 على عريضة تدعو إلى إقالة رئيس الوزراء خليفة بن سلمان بن حمد آل خليفة من منصبه.
قام في عام 2007 بتأليف كتاب لجنة العريضة الشعبية في مسار النضال الوطني في البحرين.